# Distritos de Málaga

Los 11 distritos.

La ciudad de Málaga está gobernada y administrada por el Ayuntamiento de Málaga. Se divide en 11 distritos (divisiones territoriales de gestión), coordinados por Juntas de Distrito, que a su vez se subdividen en barrios o polígonos industriales. 
En junio de 2011 se anunció la creación de un nuevo distrito, el 11, en la zona de Teatinos y Universidad, que anteriormente pertenecía a los distritos de Cruz de Humilladero y Puerto de la Torre. En ese mismo año se reformaron los límites de algunos de los distritos existentes, de manera que algunos barrios pasaron a pertenecer a un distrito distinto, como es el caso de los barrios de La Malagueta y Monte Sancha, y se crearon nuevos barrios como Atabal Este.

## Administración
La Junta Municipal de cada distrito la componen el presidente, el Consejo de Distrito y el Pleno. El presidente es un concejal libremente nombrado por el alcalde, a quien representa en el distrito, y realiza la función de convocar y presidir el Consejo de Distrito así como las reuniones del Pleno y cualquier otra función que delegue el alcalde. El Consejo de Distrito es el órgano ejecutivo y está compuesto por el presidente, vocales que pueden ser concejales o vecinos, y un secretario general. Los miembros con derecho a voto reflejan en proporción a los grupos políticos del Ayuntamiento. El consejo se reúne al menos una vez cada mes.

## Los 11 distritos
| Nº | Distrito/ habitantes        | Barrios |
| -- | --------------------------- | --- |
| 1  | Centro 82.193               | Barcenillas, Campos Elíseos, Cañada de los Ingleses, Capuchinos, Centro Histórico, Conde de Ureña, Cristo de la Epidemia, El Ejido, El Molinillo, Ensanche Centro, La Caleta, La Goleta, La Malagueta, La Manía, La Merced, La Trinidad, La Victoria, Lagunillas, Los Antonios, Mármoles, Monte Sancha, Olletas, Perchel Norte, Perchel Sur, Pinares de Olletas, Plaza de Toros Vieja, San Felipe Neri, San Miguel, Santa Amalia, Segalerva, Sierra Blanquilla, Ventaja Alta. Otros sectores: Monte de Gibralfaro3, Puerto5, Seminario3. |
| 2  | Málaga Este 57.364          | Baños del Carmen, Bellavista, Castillo de Santa Catalina, Cerrado de Calderón, Clavero, Echeverría del Palo, El Candado, El Chanquete, El Drago, El Limonar, El Mayorazgo, El Morlaco, El Palo, El Polvorín, El Rocío, Finca El Candado, Hacienda Clavero, Hacienda Miramar, Hacienda Paredes, Jarazmín, La Araña, La Mosca, La Pelusa, La Pelusilla, La Torrecilla, La Vaguada, La Viña, Las Acacias, Las Cuevas, Las Palmeras, Lomas de San Antón, Los Pinos del Limonar, Miraflores, Miraflores Alto, Miraflores del Palo, Miramar, Miramar del Palo, Olías, Parque Clavero, Pedregalejo, Pedregalejo Playa, Peinado Grande, Pinares de San Antón, Playa Virginia, Playas del Palo, Podadera, San Francisco, San Isidro, Santa Paula Miramar, Torre de San Telmo, Valle de los Galanes, Villa Cristina, Virgen de las Angustias. Polígonos industriales: Fábrica de Cemento. Otros sectores: Camino del Colmenar, Camino de Olías1, Colinas del Limonar1, El Lagarillo1, La Platera, Las Niñas1, Parque del Morlaco3, Tasara1. |
| 3  | Ciudad Jardín 36.662        | Alegría de la Huerta, Ciudad Jardín, Cortijo Bazán, Hacienda Los Montes, Haza Carpintero, Herrera Oria, Huerta Nueva, Jardín de Málaga, Jardín Virginia, Las Flores, Los Cassini, Los Cipreses, Los Naranjos, Los Viveros, Mangas Verdes, Monte Dorado, Parque del Sur, Sagrada Familia, San José. Otros sectores: Finca la Concepción3, Finca San José3. |
| 4  | Bailén-Miraflores 60.604    | Camino de Suárez, Carlinda, Florisol, Gamarra, Granja Suárez, Haza del Campillo, La Alcubilla, La Bresca, La Corta, La Encarnación, La Florida, La Trinidad, Las Chapas, Los Castillejos, Los Millones, Miraflores de los Ángeles, Nueva Málaga, Nuestra Señora de Fátima, Parque Victoria Eugenia, Pavero, San Alberto, San Martín, Suárez, Tejar de Salyt, Victoria Eugenia. Polígonos industriales: Industrial San Alberto. Otros sectores: Hospital Regional de Málaga6, Parque del Norte3. |
| 5  | Palma-Palmilla 30.727       | 26 de febrero, 503 Viviendas, Arroyo de los Ángeles, Huerta La Palma, La Palma, La Palmilla, La Roca, La Rosaleda, Las Erizas, Las Virreinas, Martiricos, Virreina, Virreina Alta. Otros sectores: Parque Las Virreinas1. |
| 6  | Cruz de Humilladero 86.520  | 4 de Diciembre, Arroyo del Cuarto, Camino de Antequera, Carranque, Cortijo de Torres, Cruz del Humilladero, El Duende,Betania,Las Gardenias,Ortega y Gasset,Cortijo Alto, Explanada de la Estación, Haza Cuevas, La Asunción, La Aurora, La Barriguilla, La Unión, Los Prados, Los Tilos, Mármoles, Nuestra Señora del Carmen, Núcleo General Franco, Polígono Alameda, Polígono Carretera de Cártama, Portada Alta, RENFE, San Rafael, Santa Cristina, Santa Julia, Santa Marta, Tiro de Pichón, San José del Viso, Intelhorce, Sánchez Blanca. Polígonos industriales: Alcalde Díaz Zafra, Siemens, La Estrella, Ronda Exterior, Carretera de Cártama, El Viso, Huerta del Correo, Alameda, Pérez Texeira, San Luis, Hacienda Sánchez Blanca. Otros sectores: Cementerio San Rafael, Estación de Los Prados5, La Estación6, Recinto Ferial Cortijo de Torres6. |
| 7  | Carretera de Cádiz 115.391  | 25 Años de Paz, Alaska, Almudena, Ardira, Ave María, Barceló, Cortijo Vallejo, Dos Hermanas, El Bulto, El Higueral, El Torcal, Girón, Guadaljaire, Haza de la Pesebrera, Haza Honda, Huelin, Jardín de la Abadía, La Luz, La Paz, La Princesa, Las Delicias, Los Girasoles, Los Guindos, Mainake, Nuevo San Andrés 1, Nuevo San Andrés 2, Pacífico, Parque Ayala, Parque Mediterráneo, Puerta Blanca, Regio, Sacaba Beach, San Andrés, San Carlos, San Carlos Condote, Santa Isabel, Santa Paula, Sixto, Tabacalera, Torres de la Serna, Virgen de Belén, Vistafranca. Polígonos industriales: Butano, La Pelusa, La Térmica, Nuevo San Andrés, Carranza, Guadaljaire, Los Guindos, Santa Bárbara, Haza de la Cruz, Haza Angosta, Ordóñez, La Azucarera. Otros sectores: Depuradora Gudalhorce5, Málaga 20004, Minerva1, Palacio de Deportes Parque del Oeste y Parque del Litoral 6, Polígono Comercial Valdicio4, Polígono Comercial Pacífico4, Torre del Río1.                                                                 |
| 8  | Churriana 19.393            | Buenavista, Cañada de Ceuta, Carambuco, Churriana, Cortijo de Mazas, El Coronel, El Cuartón, El Higueral, El Olivar, Finca La Hacienda, Finca Monsálvez, Guadalmar, Hacienda Platero, Heliomar, La Casita de Madera, La Cizaña, La Cónsula, La Loma, La Noria, La Tosca, Las Espeñuelas, Las Pedrizas, Los Jazmines, Los Paredones, Los Rosales, Los Paseros, Lourdes, San Fernando, San Jerónimo, San Juan-El Albaricocal, San Julián, Vega de Oro, Wittenberg. Polígonos industriales: Cortijo San Julián, Aeropuerto, El Álamo, El Tarajal, Guadalhorce, KM.239 Ctra. N-340, Mi Málaga, Santa Cruz, Santa Teresa, Villa Rosa. Otros sectores: Aeropuerto Base Aérea5, Arraijanal, Campamento Benítez, Cementerio Churriana, Centro de Ocio Plaza Mayor e Ikea y Decathlon.4, Campo de Golf, Cortijo San Isidro2, El Retiro1, Los Chochales, Makro4, Parque del Guadalhorce3, Pizarrillo1, Rojas, Santa Tecla. |
| 9  | Campanillas 18.380          | Campanillas, Castañetas, Colmenarejo, El Brillante, El Prado, El Tarajal, Estación de Campanillas, Huertecilla Mañas, La Fábrica, Las Manseras, Loma del Campo, Los Asperones 2, Los Chopos, Maqueda, Oliveros, Pilar del Prado, Roquero, Santa Águeda, Santa Rosalía, Segovia, Vallejo. Polígonos industriales: Amoniaco, Centro de Transporte de Mercacías, Intelhorce, Pilar del Prado, Trevénez, La Huertecilla. Otros sectores: Ampliación de la Ciudad Universitaria6, Mercamálaga4, Miranda, Parque Cementerio, Parque Tecnológico. |
| 10 | Puerto de la Torre 29.581   | Arroyo España, Atabal Este, El Atabal, El Chaparral, El Cortijuelo-Junta de los Caminos, El Limonero, El Tomillar, Fuente Alegre, Hacienda Altamira, Hacienda Cabello, Huerta Nueva-Puerto de la Torre, Las Morillas 2, Las Morillas-Puerto de la Torre, Los Almendros, Los Asperones 1 y 3, Los Morales, Los Morales 1, Los Morales 2, Los Ramos, Los Tomillares, Orozco, Puertosol, Salinas, Santa Isabel-Puerto de la Torre, Soliva Este, Torremar, Virgen del Carmen. Otros sectores: Cañaveral1, Soliva Norte1, Universidad Laboral6. |
| 11 | Teatinos-Universidad 35.452 | Cañada de los Cardos, Ciudad Santa Inés, Colonia Santa Inés, Cortijo Alto, El Cónsul, El Cónsul 2, El Romeral, El Tejar, Finca La Palma, Hacienda Bizcochero, Hacienda Capitán, Hacienda Roldán, Las Morillas, Los Molinos, Quinta Alegre, Teatinos, Torre Atalaya. Otros sectores: Ciudad Universitaria6. |

Notas

1 Barrio en construcción o planeamiento.

2 Antiguo barrio demolido para construir la segunda pista del aeropuerto.

3 Zona verde.

4 Complejo comercial.

5 Infraestructuras.

6 Equipamientos públicos.